# Thomas Barclay (diplomàtic)
|  | Aquest article tracta sobre el diplomàtic Thomas Barclay. Vegeu-ne altres significats a «Thomas Barclay». |

Thomas Barclay (1728-19 de gener de 1793) era un comerciant de Filadèlfia, i el primer cònsol estatunidenc a França (1781–1787) i el diplomàtic nord-americà que va negociar el primer tractat dels Estats Units amb el sultà del Marroc el 1786. Va ser el primer diplomàtic estatunidenc en morir en un país estranger al servei dels Estats Units.

## Biografia

### Irlanda i Filadèlfia
Barclay va nàixer a Strabane, Comtat Tyrone, Irlanda, fill de Robert Barclay (m. el 1779), comerciant de lli pròsper i armador. El nom de la seva mare és desconegut, però podria haver estat Carsan. Després d'aprendre l'ofici de comerciant en el negoci del seu pare a Strabane, va arribar a Filadèlfia cap al 1764 en la seva trentena. Allà va ser actiu en la gran comunitat irlandesa, on fou un membre fundador de la Friendly Sons of St. Patrick (1771), i es va convertir en un comercial i navilier reeixit. La seva empresa va tenir un paper important en el comerç irlandés – especialment en l'exportació de llavors de lli i la importació de lli i altres articles de merceria. A mesura que passava el temps, els vaixells de l'empresa es veuen cada vegada més en els ports d'Anglaterra, i el sud d'Europa, el Carib, i, ocasionalment, el Mediterrani.
El 1770 Thomas Barclay es casa amb Mary Hoops a Filadèlfia. Nascuda el 1750 a la Pennsilvània occidental, Mary s'havia traslladat a Filadèlfia amb la seua família als onze anys. Era un dels vuit fills d'Adam Hoops (1708–1771) i Elizabeth Finney Hoops (1720–1782).
La primera dècada de Thomas Barclay a Filadèlfia va ser un moment de creixent fricció amb Anglaterra, que va començar amb la Llei del Timbre el 1765 i ell es va convertir en un dels primers membres de la resistència.